# 上野幸秀
上野 幸秀（うえの ゆきひで、1970年7月19日 - ）は、日本のプロレスラー。覆面レスラーとしてのリングネームは超電戦士バトレンジャー（ちょうでんせんしバトレンジャー）。

## 経歴
FMWの1期生。同期にはフライングキッド市原と三宅綾がいる。同団体旗揚げから暫くレフェリーを務めた後、1990年1月17日、熊本県・熊本小国ドームでの、ザ・シューター2号（正体は三宅綾）との異種格闘技戦でレスラーとしてデビュー。
FMWの「なんでもあり」の興行精神により、キックボクサーである上田勝次とは異種格闘技戦を行い、パンダの着ぐるみを着たレスラーレイ・パンディータ戦では、コミカルな試合展開をするなど、プロレスの幅は広かった。
エル・パンディータとのタッグで、江崎英治のデビュー戦の相手を務めている（江崎のパートナーはアミーゴ・ウルトラ）。
1992年からメキシコに海外武者修行に旅立つ。上野は当初、忍者風マスクマン「カミカゼ・ニンジャ」を名乗っていたが、4月にスペル・ムニェコとのコントラ・マッチに敗れ、マスクを取られる。5月15日のティフアナ大会で、タイガーマスクのようなマスクを被り、ウルトラ・タイガーとして、再びメキシコのリングに上がった。コスチュームはシューティング・スタイルで、蹴りを多用したファイトだったという。現地ではアミーゴ・ウルトラ（帰ってきたウルトラマン、ダミアン）、ウルトラ・タロウ(シコシス)と「ウルトラ・ファミリー」なるトリオを組み、試合を行っていたこともあった。
海外武者修行後は特撮ヒーローものを意識した全身コスチュームの覆面レスラー「超電戦士バトレンジャー」としてFMWマットで再デビュー（3月5日、後楽園ホールでの中川浩二戦にて）。
バトレンジャーとして当初は、かなり分厚いマスクとコスチュームで試合をしていたが、動きが不自由になるのと体力の消耗量が高いため、後に動きやすい物に改良された。これに合わせてリングネームも超電戦士バトレンジャーZと改めた。
一時期、プロレスラーとして、FMWに入門していた中牧昭二は、10歳以上年下でありながらプロレス界では「先輩」である上野を苦手としていた。三宅が中牧に上野について聞いた際「上野?勘弁してくれよ。お前の同級生、ロクなもんじゃねぇーよ」と答えたという。また上野も三宅に中牧のことを聞かれた際には「自分は中牧には何もしていない。しごくも何もすぐに消えたから」と話していたという。
1995年、FMWを円満退社。FMW退団後は、素顔の上野幸秀、覆面レスラー「超電戦士バトレンジャー」として顔を使い分けてフリーとして様々なインディー団体で活動している。
2004年、カナダのプロレス団体「ECCW」でUENOというリングネームでリングに上がった。
2013年2月8日、大阪府立体育会館で行われたZERO1主催「なにわ大花火」での6人タッグマッチに超電戦士バトレンジャーとして参戦。対戦カードは栗栖正伸、リッキー・フジ、黒田哲広、フライングキッド市原、ザ・シューター、超電戦士バトレンジャー vs 大矢剛功、フレディ・クルーガー、クリプト・キーパー、BADBOY非道、悪行戦士ダークレンジャー、ミス・モンゴル。結果はフレディがムーンサルトプレスからの体固めでシューターを抑えて勝利。

## 得意技
ハイパートルネード
トルネードバスター
GTH

## タイトル歴
- IWA世界ジュニアヘビー級王座
- インターナショナルジュニアヘビー級タッグ王座
- 大阪名物世界一王座

## 上野幸秀と三宅綾
- 同じくFMWで活躍した三宅とは幼なじみ。中学生のとき、2人で両国国技館まで新日本プロレスを観に行き、入門を直訴する為に山本小鉄の出待ちをしたが、山本の乗った白いキャデラックを見失ってしまい、入門を断念する。
- その後、三宅が全日本プロレスでリングスタッフとして興行に同行していた際、当時、全日本プロレスのリングアナであった仲田龍から大仁田厚がFMWを旗揚げするという話を聞き、新日本プロレス志望の為、同行するのを渋っていた上野を強引に誘い、FMWのオーデションを受けるが、二人ともオーデションに落ちるも結果に納得がいかず大仁田に直談判し、共に練習生として入門している。
- 三宅は覆面レスラー「ザ・シューター2号」としてデビューしているが、そのデビュー戦の相手が上野である。その後、三宅が素顔の三宅綾としても試合を行うようになり、当時の二人の対戦は『親友対決』と呼ばれ、三宅がFMWを退団するまでの間FMWの前座戦線を盛り上げている。
- 上野と三宅は、三宅がFMWを退団した後、両者の交流は無く対戦することも無かったが1997年7月6日、両国国技館で行われた「WAR」の『革命陽上・5 THE OPEN』にて「三宅綾VS超電戦士バトレンジャー（上野）」の一騎討ちの試合が組まれて中学の時、2人で観に行った両国のリングで対戦が実現[2]した。三宅曰く「お互いガチガチに緊張してしまって、試合自体は塩（しょっぱい内容）だったと思いますよ」と語っている。